# One More River to Cross
One More River to Cross è un album dei Canned Heat pubblicato nel 1973.

## Tracce
1. One More River to Cross (Daniel Moore) - 3:10
2. L.A. Town (Canned Heat) - 3:28
3. I Need Someone (Bob Hite) - 4:54
4. Bagful of Boogie (Canned Heat) - 3:34
5. I'm a Hog for You Baby (Jerry Leiber-Mike Stoller) - 2:40
6. You Am What You Am (James Shane) - 4:31
7. Shake, Rattle, & Roll (Charles E. Calhoun, Joel Scott Hill) - 2:31
8. Bright Times Are Comin' (Canned Heat) - 3:11
9. Highway 401 (Canned Heat) - 3:53
10. We Remember Fats (Fats Domino Medley) (Dave Bartholomew, Fats Domino, Al Lewis - 5:07

## Musicisti

### Gruppo
- Bob Hite – voce
- James Shane – chitarra
- Henry Vestine – chitarra solista
- Richard Hite – basso chitarra
- Fito de la Parra – batteria
- Ed Beyer - pianoforte

### Altri musicisti
- Muscle Shoal - fiati

### Produzione
- Roger Hawkins
- Barry Beckett